# جاك أوليفر (رباع)
جاك أوليفر (بالإنجليزية: Jack Oliver)‏ هو رباع بريطاني، ولد في 4 يناير 1991 في Sidcup ‏ في المملكة المتحدة.

## وصلات خارجية
- جاك أوليفر على موقع الاتحاد الدولي (الإنجليزية)
- جاك أوليفر على موقع اللجنة الأولمبية الدولية (الإنجليزية)
- جاك أوليفر على موقع أوليمبيديا (الإنجليزية)
- جاك أوليفر على موقع اللجنة الأولمبية البريطانية (الإنجليزية)
- جاك أوليفر على موقع اتحاد ألعاب الكومنولث (مؤرشف) (الإنجليزية)